# Arriesjön

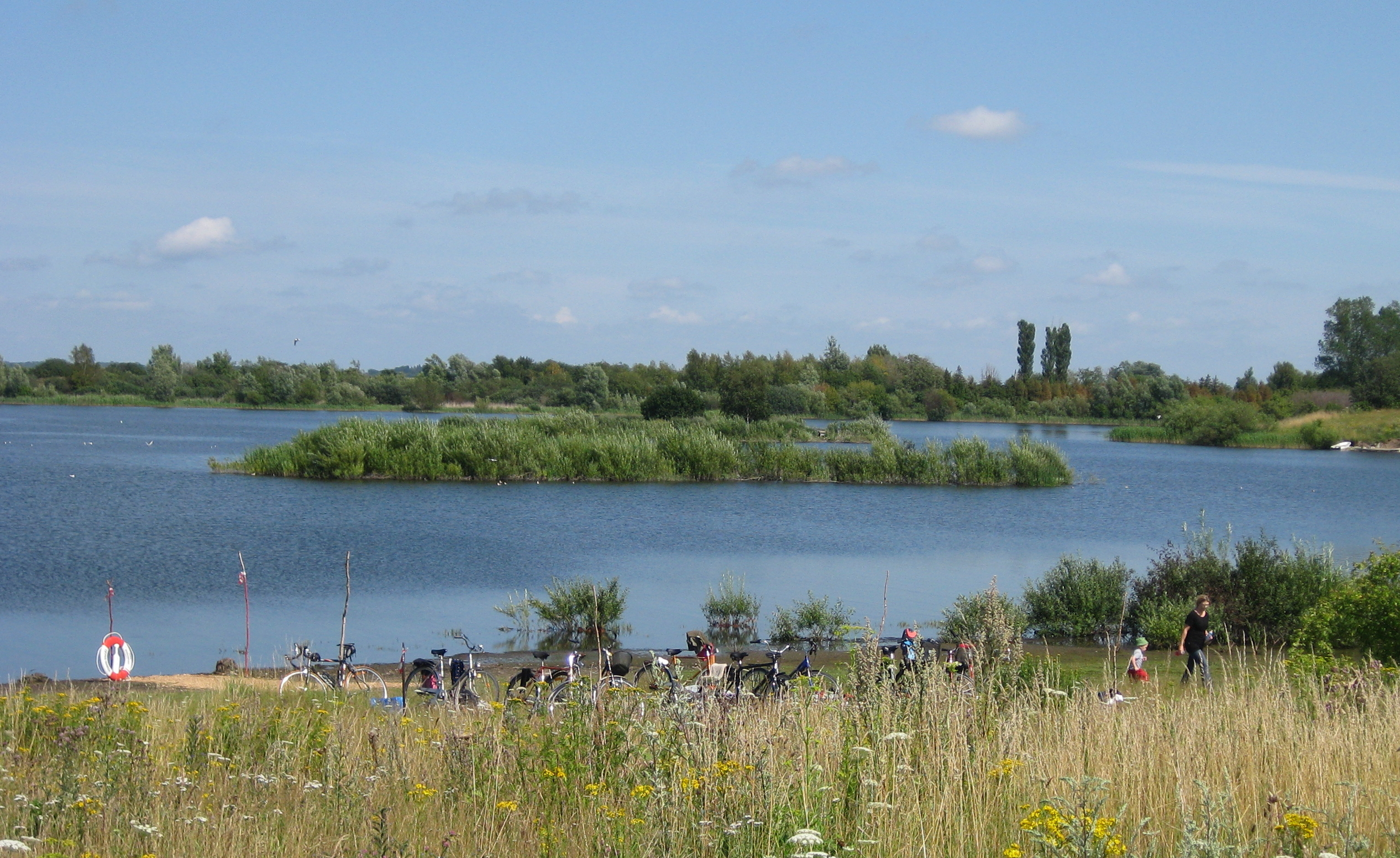
Arriesjön strövområde är ett citynära område för friluftsliv.

Arriesjön är en konstgjord insjö som ligger i Arriesjön strövområde med friluftsmöjligheter och ägs av Stiftelsen Skånska Landskap. Den ligger i Vellinge kommun söder om Malmö i Skåne, cirka 1 km öster om Arrie. Här finns vandringsstigar, ridstig, rastplatser, grillplatser, hinderbana, tillgänglig stig och fiskemöjligheter. Hela området är också ett naturreservat, Arriesjön-Risebjär, vilket innebär att vissa regler gäller som till exempel koppeltvång och förbud att grilla utanför fasta grillplatser. 
Arriesjön var tidigare ett grustag som hade sin storhetstid under 1900-talets början. Många hus i Malmö har byggts med kalksandsten från Arriesjön och det gick till och med järnvägsspår dit. Senare övergick man till att bryta naturgrus. 1998 stängdes grustaget, men den gamla kalkstensfabriken renoveras under 2023 för att kunna rymma andra verksamheter. Arriesjöns strövområde har även ett rikt fågelliv.
I Arriesjön finns abborre, gädda, mört och sarv.

## Arriesjöns strövområde
En dryg mil från Malmö ligger Arriesjön strövområde – tidigare ett grustag och nu en oas i det storskaliga odlingslandskapet. Det är ett litet friluftsområde. Området är perfekt för kortare turer på markerade vandringsstigar som sköts av Stiftelsen Skånska Landskap. Vissa stigar går upp och ner i det kuperade landskapet. En av stigarna är tillgänglighetsanpassad och här finns vilobänkar på flera ställen. Det finns bad, rastplatser med bänkar, bord och eldstad, hinderbana och en drygt 3 km lång ridstig. Hela området är naturreservat på grund av den unika natur som finns här. Detta innebär speciella regler, allemansrätten gäller inte.
Man kan fiska abborre, gädda, mört och sarv i Arriesjön. Fiskekort krävs. En av fiskeplattformarna är tillgänglighetsanpassad.
Fågelrikedomen är stor runt sjön. Man får inte stiga iland på öarna, eftersom man då stör fåglarna. Här häckar grågås, vitkindad gås och ett stort antal andarter. På öarna häckar även kolonier av fisktärnor och skrattmåsar och för flera flyttfåglar är sjön med sina täta, skyddande snår en bra rastplats. Bäst spanar man fågel från någon av de två utsiktsplattformarna, som båda är tillgänglighetsanpassade.
I Arriesjön strövområde trivs sälg, björk och hagtorn.